# Microcarbo pygmaeus

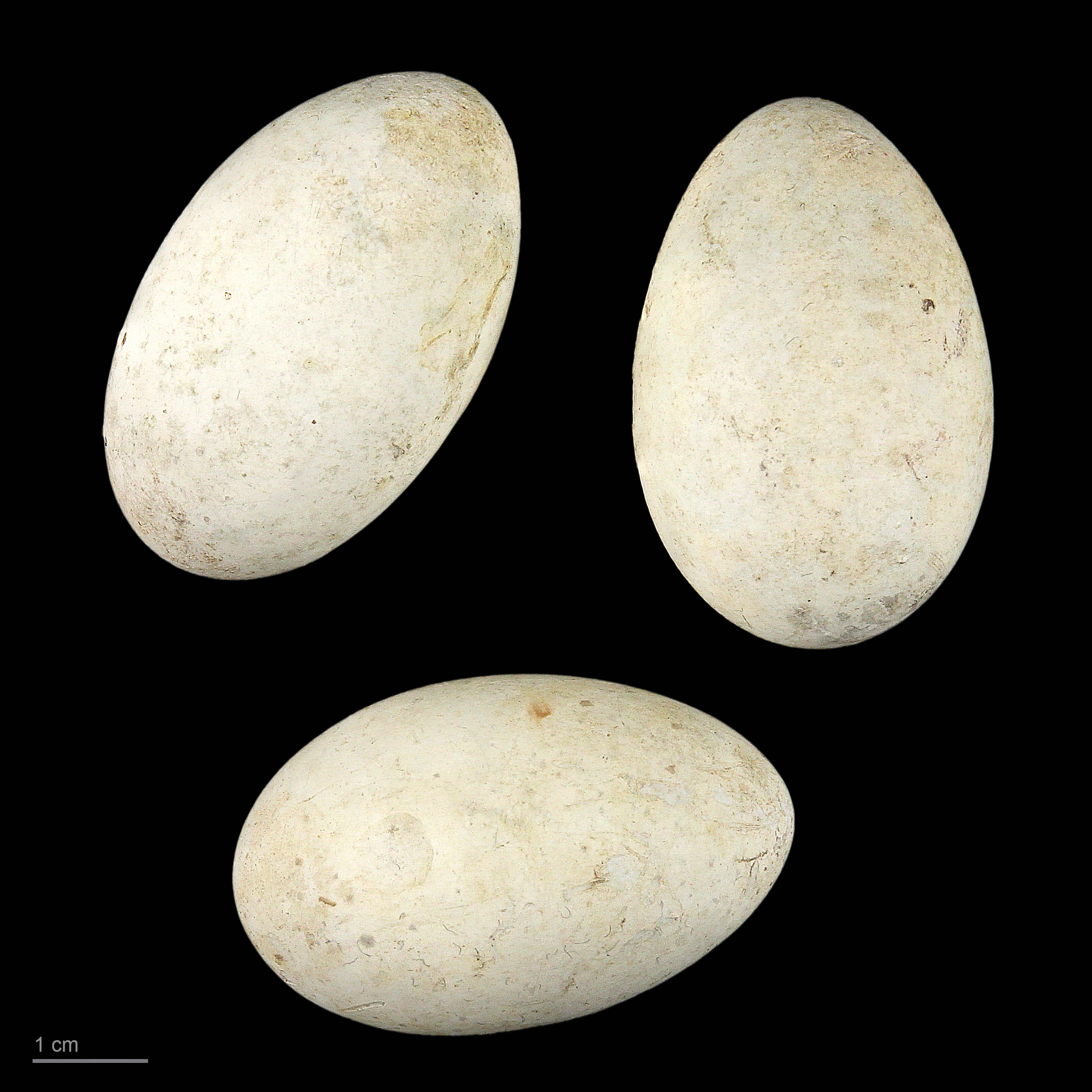
Microcarbo pygmeus - MHNT

El cormorán pigmeo (Microcarbo pygmaeus) es una especie de ave suliforme de la familia Phalacrocoracidae propia de Eurasia. Su zona de distribución se extiende desde el sudeste de Europa hasta el sudoeste de Asia. Es un ave parcialmente migratoria: las poblaciones del norte migran durante el invierno hacia el sur, sin salir de su rango de distribución. Asimismo, es un ave accidental en algunos países de Europa Occidental.

## Morfología
Es un ave de tamaño mediano, de plumaje de color verde oscuro y negro. Mide entre 45 y 55 cm de largo y de 70 a 90 cm con las alas extendidas. Tiene una cola larga y un pico corto y grueso. Los adultos presentan pequeñas plumas blancas en el cuello y cerca de las patas durante la temporada de reproducción; el resto del año, el cuello es completamente blanco. Ambos sexos son similares, pero los pichones tienen un plumaje más claro y amarronado. 
El cormorán pigmeo se diferencia del cormorán grande y del cormorán moñudo por su tamaño, mucho más pequeño, por su complexión más liviana y por el largo de su cola. 

## Reproducción y alimentación
El cormorán pigmeo vive en colonias formadas sobre humedales, cerca de fuentes de agua dulce como deltas fluviales o lagos cubiertos de vegetación. Construye su nido con pasto y ramas, sobre un árbol bajo o un tronco, y deposita de a tres a seis huevos cada verano. Los dos padres incuban los huevos durante veintisieta a treinta días, y los pichones son capaces de manejarse de manera independiente pasados setenta días.
Su principal fuente de alimento son los peces. Estas aves pescan en grupos y descansan sobre los árboles durante sus expediciones para conseguir alimento.

## Amenazas
Estas aves sufren varias amenazas: el drenaje y de la degradación seria de los humedales y de los bosques anexos donde viven, la contaminación del agua, las molestias que causan los humanos y la pesca ilegal, que lleva a que muchos ejemplares queden atrapados en redes de pesca y se ahoguen. 
Su zona de distribución, que años atrás era mucho más extensa, se reduce cada vez más: en Europa se considera que quedan solamente de 6400 a 7300 parejas. La colonia más grande habita cerca del delta del río Danubio y está formada por cuatro mil parejas, pero el número parece estar decreciendo debido a una serie de planes para construir canales en la zona que comenzó en mayo de 2004, pese a que el área está protegida.
El cormorán pigmeo es una de las especies protegidas por el Acuerdo para la Conservación de aves acuáticas migratorias africanas-eurasiáticas.

## Taxonomía
Esta especie fue clasificada por algunos expertos dentro del género Phalacrocorax, pero, de acuerdo con los análisis de ADN, ha sido incluida dentro del género Microcarbo.